# Litchfield (California)
Litchfield è un census-designated place (CDP) degli Stati Uniti d'America situato in California, nella contea di Lassen.